# 解放大路
解放大路，旧名兴仁大路，是中华人民共和国吉林省长春市的一条主干道，横跨朝阳区和南关区。其整体呈东西走向，西起西解放立交桥，东抵长春大桥。

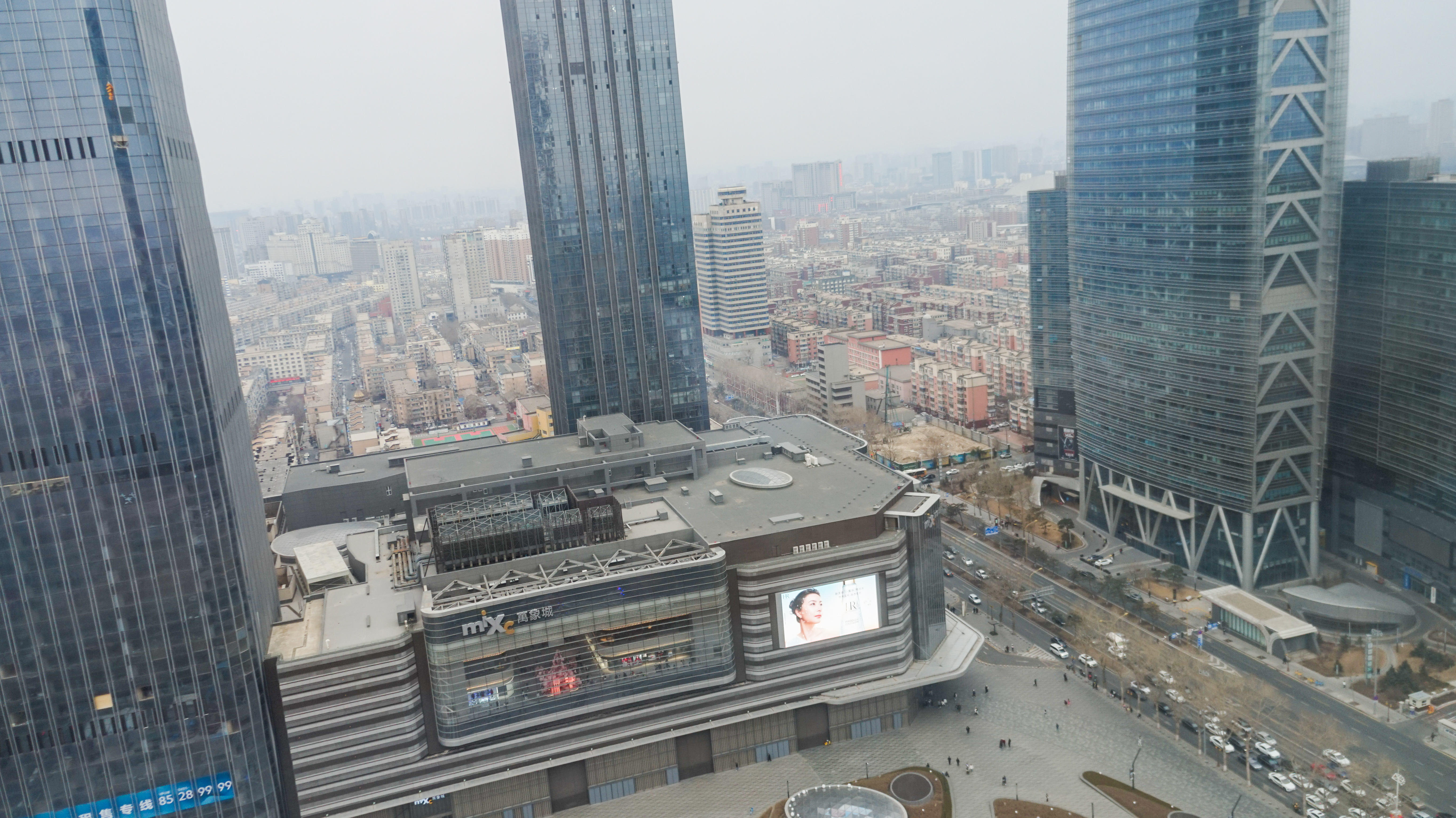
自长春凯悦酒店向东视角拍摄的解放大路CBD，图中自西北至东南道路即为解放大路

## 历史
1933年，满洲国国都建设局根据制定的城市规划开辟了连接了大同大街（今人民大街）和顺天大街（今新民大街）两条城市中轴线的一条主干路，命名为兴仁大路。其西端设有南新京驿，沿途还设兴建了新帝宫、满洲国蒙政部等许多重要的公共建筑。1949年3月31日，长春市政府将兴仁大路改名为解放大路。
2018年，长春轨道交通2号线经解放大路自西向东设有解放桥站、建设广场站、文化广场站、解放大路站、平阳街站、南关站等车站。

## 重要建筑
1. 满洲国治安部旧址（新民大街71号）：今吉林大学第一医院。
2. 满洲国国务院旧址（新民大街126号）：今吉林大学医学基础楼。
3. 吉林大学理化楼（解放大路2519号	）。
4. 新京顺天警察署旧址（解放大路2568号）：今吉林省农业银行。
5. 伪满炭矿株式会社旧址（解放大路117号）：今吉林大学附属中学。
6. 伪满洲国国民勤劳部旧址（人民大街3758号）今浦东发展银行长春分行。